# Hōjō Ujinao
Hōjō Ujinao (北条氏直, 1562-19 décembre 1591) est un daimyo japonais de l'époque Sengoku et dernier chef du clan Go-Hōjō. Importante personnalité de l'époque Azuchi Momoyama, il perd la totalité de son domaine après le siège d'Odawara en 1590. Il survit et sa famille continue en tant que daimyo mineur à l'époque d'Edo.
Né dans le château d'Odawara en 1562, Ujinao est le fils de Hōjō Ujimasa et est appelé la première fois « Kuniōmaru ». Sa mère est la fille de Shingen Takeda. Au début de 1577, il prend le nom officiel d'Ujinao. Il se marie avec Toku Hime, la seconde fille de Ieyasu Tokugawa, à condition de rétablir la paix entre leurs deux clans.
Après le siège de 1590, Odawara tombe aux mains de Toyotomi Hideyoshi ; son père et son oncle sont contraints de commettre seppuku mais Ujinao est épargné parce qu'il est le beau-fils de Ieyasu Tokugawa. Lui et son épouse sont exilés au mont Kōya où il meurt à la fin de l'année suivante.
Son fils adoptif, Hōjō Ujimori, est le premier daimyo du domaine de Sayama (province de Kawachi, aux revenus de 10 000 koku).